# Guerre d'usure dans le conflit israélo-arabe
Conflit israélo-arabe
Batailles
Opération Bulmus 6 - Bataille de Karameh
La guerre d'usure dans le conflit israélo-arabe est une transposition de la terminologie de « guerre d'usure » utilisée dans le cadre des conflits israélo-arabes. Elle correspond à une fixation des éléments engagés le long de la ligne de cessez-le-feu, principalement le long du canal de Suez.
Son nom est prononcé pour la première fois par le président égyptien Gamal Abdel Nasser dans une déclaration qu'il fait le 23 juin 1969 : « Je ne peux envahir le Sinaï, mais je peux casser le moral d'Israël par l'usure. »
Nasser compte sur la poursuite de l'approvisionnement en armes par l'Union soviétique, et espère ainsi contrecarrer une contre-offensive massive israélienne, afin d'obliger en fin de compte Israël à évacuer le canal de Suez.

La guerre commence par des attaques sporadiques le long du canal et augmente en intensité jusqu'à des barrages massifs d'artillerie sur la ligne Bar-Lev à partir de septembre 1968

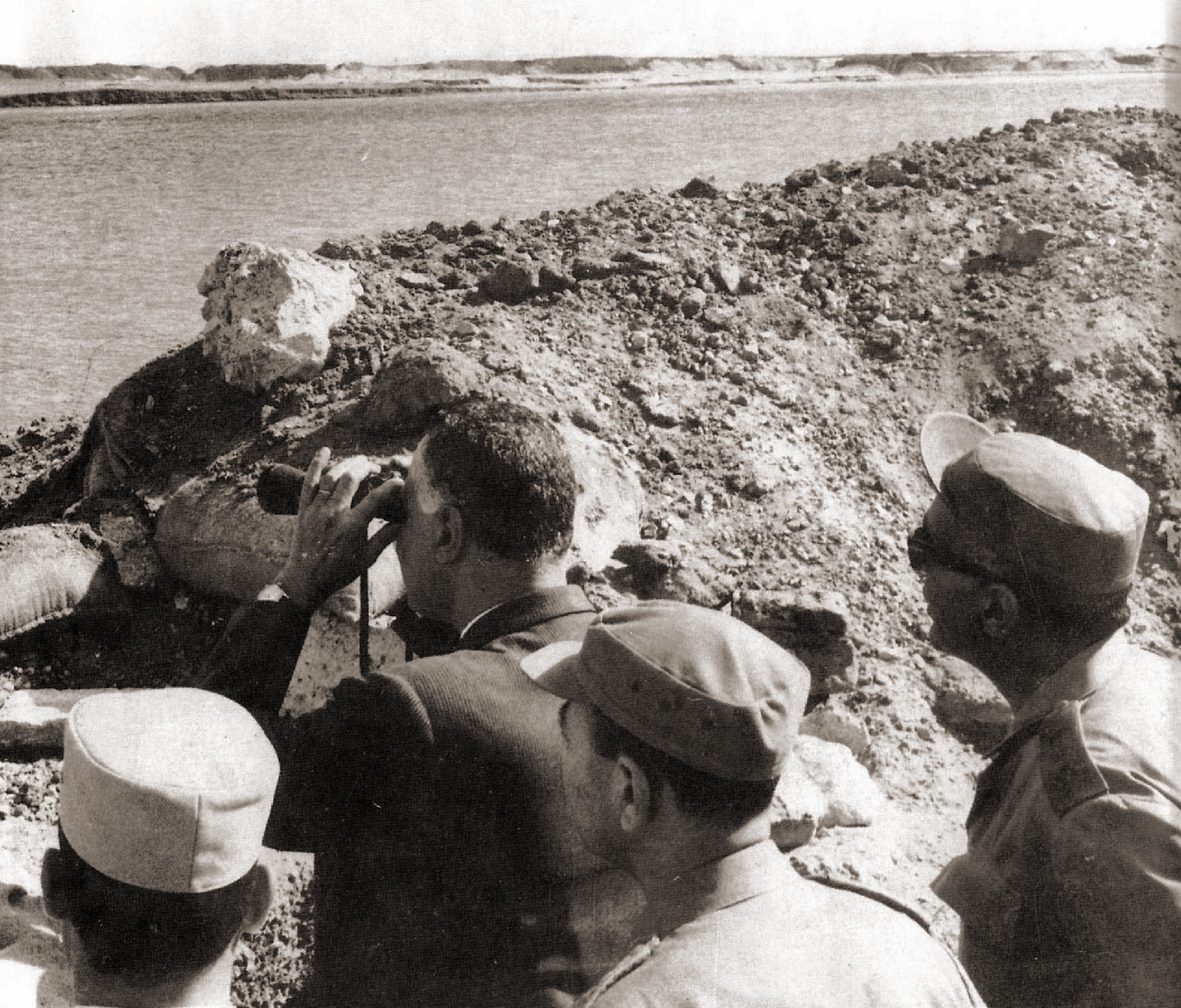
Le président égyptien Gamal Abdel Nasser lors d'une revue de troupes sur le front au Sinaï, janvier 1968.

Le 31 octobre, l'armée israélienne organise une attaque héliportée qui détruit la centrale de Nag Hammadi, privant temporairement l’Égypte d'électricité. La proposition faite d'envahir les territoires situés sur l'autre rive du canal est alors rejetée, du fait du manque de matériel pour traverser le canal, mais aussi pour limiter les risques d'escalade du conflit.

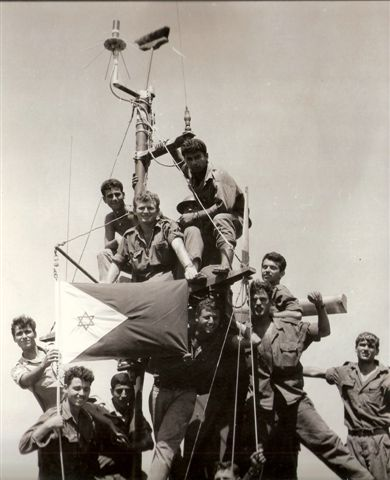
Soldats israéliens célébrant leur victoire après un engagement contre la marine égyptienne près de Rumani, juillet 1967.

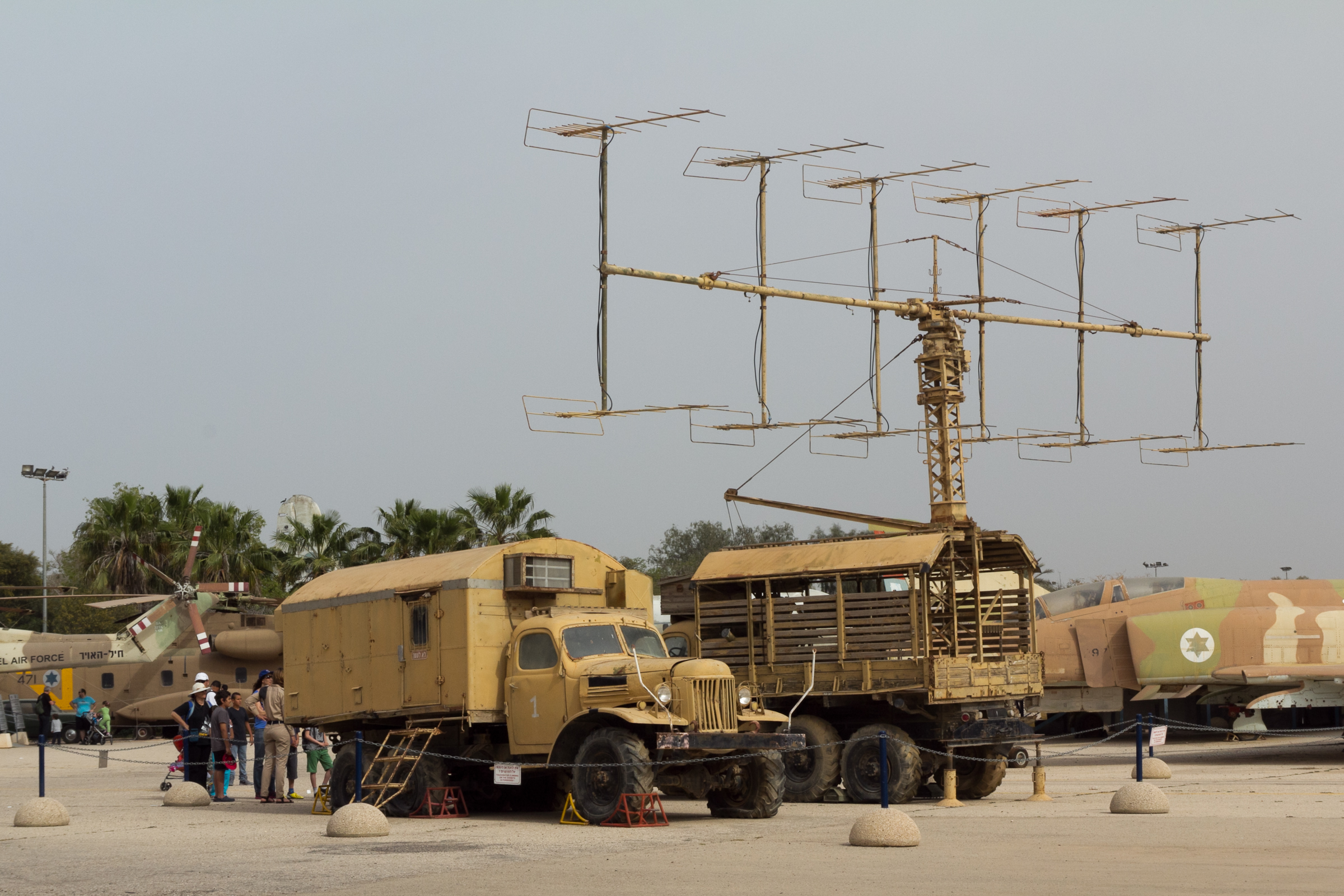
Ancien radar égyptien P-12 conservé au Musée de la force aérienne israélienne.

Cette réponse ferme fait hésiter l’Égypte qui manque encore de préparation. Cependant, après quelques mois d'accalmie, en mars 1969, les barrages reprennent sur la rive est du canal.
Israël se concentre dans un premier temps sur la suppression de l'artillerie et des défenses antiaériennes, par des frappes d'aviation et des opérations de commandos.
L’Égypte se révèle impuissante face à l'aviation israélienne : ses SA-2 sont inefficaces contre les attaques à basse altitude d'appareils modernes (notamment les A4 Skyhawk et F4E Phantom en service respectivement depuis janvier 1968 et septembre 1969) et son aviation, encore affaiblie par les pertes catastrophiques de la guerre des six jours, est surclassée (50 appareils perdus contre 5 entre juillet et décembre 1969).
En 1970, Israël entame une campagne de bombardement stratégique (casernes, bases logistiques, dépôts de munitions, batteries antiaériennes) dans la profondeur du territoire égyptien. Elle se déroulera du 7 janvier au 13 avril, totalisant 3300 sorties pour environ 8000 tonnes de bombes larguées en 34 raids.
Nasser fait alors appel à l'URSS qui répond par l'envoi d'une division de défense aérienne notamment équipée de missiles SA-3 et de deux groupes aériens totalisant 70 MiG-21. Ces armements sont progressivement livrés en 1970. Ils sont servis par du personnel soviétique, dont l'effectif atteint environ 15 000 en juillet.
Les SA-3, engagés au combat à partir de mars, se révèlent beaucoup plus efficaces. Un nombre de F4 Phantom variant suivant les sources de 4 (CIA) à 9 (URSS) est abattu. Plusieurs autres appareils sont revendiqués par l’Égypte ou endommagés.
Inquiet de l'escalade du conflit en confrontation directe avec l'URSS, Israël diminue ses attaques et se dirige vers un arrêt des hostilités. Moshe Dayan annonce notamment le 22 mars à la télévision l'arrêt des bombardements en profondeur, tout en revendiquant le maintien de la supériorité aérienne au-dessus du canal.
Le 30 juillet, l'aviation israélienne tend un piège aux intercepteurs soviétiques et en abat 5 (opération Rimon 20 (en) inspirée de l'opération Bolo au Vietnam). Cependant, cette impressionnante victoire tactique n'a que peu d'incidence sur l'issue du conflit.
Le 7 août 1970, après trois mois de négociations organisées par les USA, un cessez-le-feu met fin à la guerre d'usure.

## Opération Tarnegol 53
L’opération Tarnegol 53 (מבצע תרנגול 53, littéralement « Coq 53 ») est une opération militaire israélienne menée pendant la guerre avec pour objectif de capturer un radar égyptien P-12. La mission est lancée le 26 décembre 1969 à 21 h. Des A-4 Skyhawk et F-4 Phantom commencent à attaquer les forces égyptiennes le long de la rive ouest du canal de Suez et la mer Rouge. Cachés par le bruit des avions d'attaque, 3 SA321 Super Frelon transportant des parachutistes israéliens, ont fait leur chemin à l'ouest vers leur cible. Pour soigner leur approche afin de ne pas être repérés à l'avance, les parachutistes submergent le contingent de sécurité égyptien à l'installation radar et ont rapidement pris le contrôle du site. À 2 h le 27 décembre, lorsque les parachutistes avaient pris la station de radar et préparé les différentes parties pour les CH-53, deux hélicoptères sont appelés à travers la mer Rouge. Un CH-53 transporte la caravane de communication et l'antenne radar, tandis que l'autre a pris la partie plus lourde, le radar en lui-même de quatre tonnes. Les deux hélicoptères ont fait leur chemin du retour à travers la mer Rouge et sont revenus en territoire israélien. Durant l'opération, un soldat israélien a été blessé tandis que deux soldats égyptiens ont été tués et quatre autres capturés.
L'opération a permis aux Américains et aux Israéliens d'étudier la dernière technologie de radar soviétique, et a causé un impact majeur sur le moral des Égyptiens.

## Après-guerre
Dès le lendemain du cessez-le-feu, Nasser, au mépris des accords, déplace les batteries antiaériennes sur la rive ouest du canal de Suez. Renforcées plus tard par des SA-6, elles constitueront un obstacle infranchissable pour l'aviation israélienne.
En provoquant la réaction de l'URSS par ses campagnes de bombardement, Israël a perdu la supériorité aérienne aux abords du canal de Suez. Trois ans plus tard, ce sera une des clefs du succès initial des Égyptiens dans la guerre du Kippour.